# Marijo Šivolija
Marijo Šivolija-Jelica (Rijeka, Yugoslavia, 29 de junio de 1981) es un deportista croata que compitió en boxeo.
Ganó una medalla de plata en el Campeonato Mundial de Boxeo Aficionado de 2005 y una medalla de plata en el Campeonato Europeo de Boxeo Aficionado de 2004, ambas en el peso semipesado.

## Palmarés internacional
| Campeonato Mundial | Campeonato Mundial | Campeonato Mundial | Campeonato Mundial |
| Año                | Lugar              | Medalla            | Categoría          |
| ------------------ | ------------------ | ------------------ | ------------------ |
| 2005               | Mianyang (China)   | Medalla de plata   | 81 kg              |
| Campeonato Europeo |                    |                    |                    |
| Año                | Lugar              | Medalla            | Categoría          |
| 2004               | Pula (Croacia)     | Medalla de plata   | 81 kg              |